# Jan Harlan
Jan Harlan (Karlsruhe, 5 maggio 1937) è un regista e produttore cinematografico tedesco.

## Biografia
Fratello di Christiane Harlan e cognato di Stanley Kubrick, fu il produttore esecutivo degli ultimi quattro film del cineasta. Nel 2001 produsse e diresse il documentario Stanley Kubrick: A Life in Pictures.

## Filmografia parziale

### Produttore esecutivo
- Barry Lyndon, regia di Stanley Kubrick (1975)
- Shining (The Shining), regia di Stanley Kubrick (1980)
- Full Metal Jacket, regia di Stanley Kubrick (1987)
- Eyes Wide Shut, regia di Stanley Kubrick (1999)

### Regista
- Stanley Kubrick: A Life in Pictures (2001) - Documentario